# Bithynia majorcina
Bithynia majorcina là một loài ốc nước ngọt cỡ nhỏ có vảy, là động vật thân mềm chân bụng sống dưới nước trong họ Bithyniidae.